# Outcast Hill
Outcast Hill är en kulle i Kanada.   Den ligger i provinsen British Columbia, i den centrala delen av landet, 3 900 km väster om huvudstaden Ottawa. Toppen på Outcast Hill är 1 486 meter över havet. Outcast Hill ingår i Spectrum Range.
Terrängen runt Outcast Hill är kuperad åt sydost, men åt nordväst är den bergig. Terrängen runt Outcast Hill sluttar västerut. Trakten runt Outcast Hill är nära nog obefolkad, med mindre än två invånare per kvadratkilometer.. Det finns inga samhällen i närheten.
Trakten runt Outcast Hill består i huvudsak av gräsmarker.